# Nannoparce
Nannoparce is een geslacht van vlinders uit de familie pijlstaarten (Sphingidae).

## Soorten
- Nannoparce balsa Schaus, 1932
- Nannoparce poeyi (Grote, 1865)